# Álvaro Césped
Álvaro Felipe Césped Lártiga (Quillota, Chile, 10 de octubre de 1991) es un futbolista chileno. Juega como volante en  San Luis de la Primera B de Chile.

## Clubes
| Club                                   | País      | Año       |
| -------------------------------------- | --------- | --------- |
| San Luis                               | Chile     | 2010-2021 |
| → Gimnasia y Esgrima de Jujuy (cedido) | Argentina | 2016      |
| → Unión La Calera (cedido)             | Chile     | 2018      |
| Cobreloa                               | Chile     | 2021      |
| Unión San Felipe                       | Chile     | 2022      |
| Deportes Recoleta                      | Chile     | 2023      |
| Deportes Limache                       | Chile     | 2024      |
| San Luis                               | Chile     | 2025-Act. |

## Palmarés
| Título    | Club     | País  | Año     |
| --------- | -------- | ----- | ------- |
| Primera B | San Luis | Chile | 2013-14 |

## Selecciones
En 2010 disputó amistosos en la Selección Chilena sub-20.